# Los libros
Los libros es una serie de televisión de España, emitida por La 1 de TVE entre 1974 y 1977. La idea de la producción se debe al escritor Jesús Fernández Santos, que a su vez se inspiró en el espacio Les cent livres des hommes de la ORTF, cadena pública de televisión de Francia. La serie obtuvo una excelente acogida por parte de la crítica.

## Argumento
Con episodios autónomos, en cada capítulo se recrea un clásico de la literatura española y universal. Cada uno de los capítulos cuenta con un reparto y un equipo técnico diferentes. Así, además de los seis episodios rodados por el inspirador del espacio, se contó con algunos de los más prestigiosos directores de cine y televisión del momento, como Pilar Miró, Josefina Molina, Emilio Martínez Lázaro, Miguel Picazo, Antonio Giménez Rico o Jaime Chávarri.

## Listado de episodios

### Primera temporada
- La fontana de oro, de Benito Pérez Galdós; 4 de febrero de 1974
  -     - Dirección: Jesús Fernández Santos.
    - Presentación: Alonso Zamora Vicente.

  - Teresa Rabal
  - Manuel Zarzo
  - Pilar Bardem
  - José Riesgo
  - Lorenzo Robledo
  - Álvaro de Luna

- El licenciado Vidriera, de Miguel de Cervantes, 11 de febrero de 1974
  -     - Dirección: Jesús Fernández Santos.
    - Presentación: Alonso Zamora Vicente.

  - Emilio Gutiérrez Caba
  - Lola Cardona
  - Manolo Cal
  - Estanis González

- Poe o la atracción del abismo, 18 de febrero de 1974
  -     - Dirección: Emilio Martínez Lázaro.
    - Presentación: Guillermo Díaz-Plaja.

  - Miguel Narros
  - Pilar Muñoz
  - Juan José Otegui
  - Luis Ciges
  - Miguel Buñuel

- Cuentos de Giovanni Boccaccio,  4 de marzo de 1974
  -     - Dirección: Pilar Miró.
    - Presentación: Guillermo Díaz-Plaja.

  - Emiliano Redondo
  - Enrique San Francisco
  - Enric Arredondo
  - Enriqueta Carballeira
  - Charo López
  - Carmen Maura
  - Álvaro de Luna
  - José Guardiola

- Artículos de costumbres, de Mariano José de Larra, 11 de marzo de 1974
  -     - Dirección: Jesús Fernández Santos.
    - Presentación: Alonso Zamora Vicente.

  - Juan José Otegui
  - Mercedes Borqué
  - Manolo Cal
  - Estanis González
  - Antonio del Real

- El obispo leproso, de Gabriel Miró, 18 de marzo de 1974
  -     - Dirección: Julio Diamante.
    - Presentación: Luis Rosales.

  - Francisco Pierrá
  - Mercedes Borqué
  - Francisco Sanz
  - María Kosty
  - Juan Ribó
  - Félix Dafauce

- Cuentos de la Alhambra, de Washington Irving, 25 de marzo de 1974
  -     - Dirección: Miguel Picazo.

  - Erasmo Pascual
  - María Isbert
  - María Luisa San José
  - Adela Escartín
  - Emiliano Redondo
  - José Franco
  - Francisco Merino
  - Fernando Sánchez Polack

- La Celestina, de Fernando de Rojas, 2 de abril de 1974
  -     - Dirección: Jesús Fernández Santos.
    - Presentación: Alonso Zamora Vicente.

  - María Luisa Ponte
  - Tony Isbert
  - Carmen Maura
  - Félix Dafauce

- Un hombre contra el sol (Moby-Dick)' , de Herman Melville, 9 de abril de 1974
  -     - Dirección: Emilio Martínez Lázaro.
    - Presentación: Guillermo Díaz-Plaja.

  - Jack Taylor
  - Julieta Serrano
  - José Vivó
  - Charo López
  - Andrés Mejuto
  - William Layton
  - Miguel Narros
  - Estanis González
  - Luis Ciges

- Martín Fierro, de José Hernández, 16 de abril de 1974
  -     - Dirección: Julio Diamante.
    - Presentación: Guillermo Díaz-Plaja.

  - Carlos Estrada
  - Fernando Sánchez Polack
  - Pepe Ruiz

- El libro de buen amor, del arcipreste de Hita, 23 de abril de 1974
  -     - Dirección: Jesús Fernández Santos.
    - Presentación: Luis Rosales.

  - Juan José Otegui
  - Lola Cardona
  - María Arias
  - Carmen Maura
  - Manolo Cal
  - Javier Dotú
  - Francisco Vidal

- La montaña mágica (1974), de Thomas Mann, 7 de mayo de 1974
  -     - Dirección: José Antonio Páramo.

  - Eusebio Poncela
  - María Massip
  - Narciso Ibáñez Menta
  - José Vivó
  - Tomás Blanco
  - José Franco

- Fray Gerundio de Campazas, del Padre Isla, 14 de mayo de 1974
  -     - Dirección: Antonio Giménez Rico.
    - Presentación: Guillermo Díaz-Plaja.

  - Antonio Mercero
  - José Orjas
  - José Franco
  - Francisco Pierrá
  - Mariano Ozores
  - José Riesgo
  - Mercedes Borqué
  - Luis Ciges
  - Josep Maria Pou
  - Francisco Vidal
  - Tito García
  - Fernando Hilbeck
  - Miguel Buñuel
  - Fernando Chinarro
  - Francisco Camoiras
  - Antonio Gamero
  - Roberto Cruz
  - José Luis Alonso

- En la vida y en la muerte (Cumbres borrascosas), de Emily Bronte, 21 de mayo de 1974
  -     - Dirección: Alfonso Ungría.

  - Amparo Soler Leal
  - Jack Taylor
  - Antonio Casas
  - Nélida Quiroga
  - Blanca Sendino
  - Carlos Ballesteros
  - Charo López

- El mundo es como no es, 4 de junio de 1974
  -     - Dirección: Jaime Chávarri.

  - Paola Dominguín
  - Luis Morris
  - Lola Gaos

- El poema del Mio Cid, 11 de junio de 1974
  -     - Dirección: Arturo Ruiz Castillo.
    - Presentación: Fernando Nogueras.

  - Germán Cobos
  - Elisa Ramírez
  - Mariano Vidal Molina
  - José María Portillo
  - Fernando Sánchez Polack
  - José Riesgo

### Segunda temporada
- Niebla, de Miguel de Unamuno, 21 de marzo de 1976
  -     - Dirección: Fernando Méndez Leite.

  - Gerardo Malla
  - Mónica Randall
  - Luis Prendes
  - Pilar Bayona
  - Daniel Martín
  - Rafael López Somoza
  - Paloma Pagés
  - Miguel Rellán
  - José Manuel Cervino
  - Félix Rotaeta

- Viaje a la Alcarria, de Camilo José Cela, 5 de abril de 1976
  -     - Dirección: Antonio Giménez Rico.

  - Joaquín Hinojosa
  - Mariano Ozores
  - Antonio Gamero
  - Félix Rotaeta
  - José Luis Alonso
  - Juan Antonio Castro
  - Emilio Fornet
  - Luis Ciges
  - José Riesgo
  - Tito García
  - Antonio del Real
  - Mimí Muñoz
  - Camilo José Cela
  - Antonio Giménez Rico

- Milagros de Nuestra Señora, de Gonzalo de Berceo, 19 de abril de 1976
  -     - Dirección: Jesús Fernández Santos.

  - Juan José Otegui
  - Manolo Cal
  - Carmen Maura
  - Venancio Muro
  - Emilio Laguna
  - Tito García
  - Pilar Bardem
  - María Garralón
  - Helena Fernán Gómez
  - Juan Antonio Castro

- La bien plantada, de Eugenio d'Ors, 3 de mayo de 1976
  -     - Dirección: Ramón Gómez Redondo.

  - Juan Santamaría
  - Victoria Abril
  - Marta Angelat
  - Pablo Valenzuela
  - Carme Elias
  - Vicky Peña
  - Antonio Lara
  - Carles Velat

- Platero y yo, de Juan Ramón Jiménez, 17 de mayo de 1976
  -     - Dirección: Enrique Nicanor.

  - Agustín González
  - Gerardo Malla

- Doña Luz, de Juan Valera, 31 de mayo de 1976
  -     - Dirección: Josefina Molina.

  - Maribel Martín
  - Eusebio Poncela
  - Enriqueta Carballeira
  - Alfredo Mayo
  - José Riesgo

- Una crónica de Madrid, 14 de junio de 1976
  -     - Dirección: Alfonso Ungría.

  - Pilar Bardem
  - Antonio Canal
  - Enriqueta Carballeira
  - José Caride
  - Juan Antonio Castro
  - Luis Ciges
  - María Isbert
  - Eva León
  - José Lifante
  - Eusebio Poncela
  - Julieta Serrano
  - José Riesgo
  - Pedro Sempson
  - Blanca Sendino
  - Burning

- - El Jayón, de Concha Espina, 28 de junio de 1976
    - Dirección: Agustín Navarro.

  - Carmen de la Maza
  - Víctor Valverde

### Tercera temporada
- Este lado del mar (Los lusiadas), de Luis de Camoes, 30 de noviembre de 1977
  -     - Dirección: Emilio Martínez Lázaro.

  - Emma Cohen
  - Francisco Merino
  - Miguel Narros
  - Yolanda Ríos

- El club de los suicidas, de Robert Louis Stevenson, 7 de diciembre de 1977
  -     - Dirección: Fernando Méndez Leite.

  - Charo López
  - Gerardo Malla
  - Miguel Rellán
  - Luis Prendes
  - Walter Vidarte
  - Joaquín Hinojosa
  - Marisa Porcel
  - José Manuel Cervino
  - Félix Rotaeta
  - Fernando Chinarro

- Eugenia Grandet, de Honore Balzac, 14 de diciembre de 1977
  -     - Dirección: Pilar Miró.

  - José María Rodero
  - Carmen Maura
  - Eusebio Poncela
  - María Luisa Ponte
  - María Isbert
  - Emiliano Redondo
  - Joaquín Hinojosa
  - Jesús Enguita

- Ramón, 21 de diciembre de 1977
  -     - Dirección: Ramón Gómez Redondo.

  - Francisco Vidal
  - Gloria Berrocal

- El retrato de Dorian Gray, de Oscar Wilde, 28 de diciembre de 1977
  -     - Dirección: Jaime Chávarri.

  - Miguel Narros
  - Pep Munné
  - Antonio Gasset
  - Mercedes Juste
  - José Riesgo